# Marcus Atilius
Marcus Atilius (i. e. 2. század eleje) római költő
Műveiből csak néhány töredék maradt ránk, a toga palliata műfajában alkotott. Megpróbálkozott Szophoklész „Élektra" című darabjának lefordításával is. Cicero csapnivaló költőnek tartotta, Volcacius Sedigitus ellenben a palliataköltők rangsorában az ötödik helyre tette.